# Kurzer Fuß
Kurzer Fuß nach Janda oder Propriozeptive Sensomotorische Fazilitation (PSF) ist in der Manuellen Therapie und Physiotherapie eine Übung, mit der durch Intensivierung des Fußsohlenkontaktes auf dem Untergrund reflektorisch abgeschwächte, gehemmte Muskelketten aktiviert und durch regelmäßige Wiederholungen physiologisch günstige Bewegungsmuster wieder erlernt und Fehlhaltungen vermindert werden sollen. Namensgeber der Übung ist der tschechische Neurologe Vladimir Janda (1928–2003).
Dabei soll diese (Selbst-)Behandlungsform die Sensomotorik schulen und die reflektorisch angesteuerte, nicht der Willkürmotorik zugeordnete wirbelsäulenstabilisierende Muskulatur aktivieren. Nach Auffassung der Therapeuten werden Knie und Kniegelenkprobleme sowie Fußfehlstellungen (Knickfuß, Senkfuß, Spreizfuß) günstig beeinflusst. Weitere Anwendung findet diese Behandlungsform bei KISS-Syndrom (Kopfgelenk-induzierte-Symmetrie-Störung) und KiDD-Syndrom (Kopfgelenks-Induzierte-Dyspraxie und -Dysgnosie).
Der Patient muss im Sitzen (später auch in anderen Haltungen) den drei Druckpunkten seines Fußes nachspüren (Ferse, Großzehenballen und Kleinzehenballen), indem er die Ferse fest auf den Boden stellt, den Ballen fest aufdrückt und die zuvor gespreizten und gestreckten Zehen auf den Boden aufsetzt. Nun kann durch Heranziehen des Vorfußes zum Körper bzw. Vorschieben der Ferse, ohne den Fuß zu bewegen, eine Spannung aufgebaut werden. Anschließend spannt er die Knie nach außen. Durch mehrmaliges Ausführen (etwa zehn Sekunden) könne bei regelmäßigen Wiederholungen nachhaltig die Haltung und Beschwerden gebessert bzw. gelindert werden. Zusätzlich können am ganzen Körper dynamische und statische Aktivitäten wie z. B. Scapula-Pattern oder stabilisierende Umkehr (PNF) durchgeführt werden.